# Литвинов, Юрий Михайлович (поэт)
Юрий Михайлович Литвинов (3 января 1954 года — 19 мая 2013 года) — русский поэт, член Союза писателей России, автор поэтических сборников, лауреат премии «Прохоровское поле».

## Биография
Родился в селе Хохлово Белгородского района Белгородской области.
Служил в рядах Советской Армии командиром отделения радиационно-химической разведки.
В 1986 году поступил на заочное отделение сценарного факультета ВГИКа.
В 1992-м защитил диплом киноповестью «Пух, или Беспечность пострадавших».
Автор книг стихотворений и прозы «Записки сказочника», «Две книги стихотворений», «Игры облаков» и других.
Публиковался в коллективных сборниках «Свидание», «В родном кругу», в периодической печати.
Долгое время работал заведующим литературной частью Белгородского театра кукол. Написал несколько пьес для него.